# Paolo Morales
Paolo Morales (Roma, 23 agosto 1956 – Roma, 16 gennaio 2013) è stato un fumettista, sceneggiatore e disegnatore italiano di bozze e tavole, per l'editoria e il cinema. Ha lavorato, tra gli altri, per Francis Ford Coppola, Martin Scorsese e Paul Schrader.

## Biografia
Inizia a pubblicare fumetti nel 1978 per lo Studio Giolitti, per il quale disegna L'uomo Mascherato e storie horror destinate al mercato tedesco. Dal 1981 al '90 lavora per Lanciostory e Skorpio. In seguito collabora con le riviste Torpedo, Nero, Intrepido e L'Eternauta. Crea un personaggio per l'Intrepido: Renè,  del quale cura sceneggiature e disegni.
Dal 1991 ha lavorato con la casa editrice Bonelli come disegnatore e sceneggiatore di Martin Mystère, cui si è dedicato fino alla morte prematura all'età di 56 anni. Nel 1993, insieme ai disegnatori Massimo Rotundo e Giancarlo Caracuzzo, e agli sceneggiatori Massimo Vincenti e Stefano Santarelli fonda la Scuola Romana dei Fumetti, dove insegna la tecnica dello storyboard cinematografico. 
Sempre per Bonelli ha inoltre scritto Mohican (disegnato da Roberto Diso), quarto volume della collana Romanzi a fumetti Bonelli, e Ritorno a Berlino (disegni di Davide De Cubellis), pubblicata sul sesto volume della collana Le storie, ultimo lavoro realizzato da Morales. Usciti postumi, sempre su Le storie: Angela (disegni di Fabio D'Agata , marzo 2018); e Giochi di potere (disegni di Stefano Voltolini, aprile 2018).
Muore nel 2013 a seguito di una malattia.

### Televisione
Nel 1998 lavora come sceneggiatore e story-editor alla serie animata Sandokan - La tigre della Malesia prodotto dalla Rai. Successivamente collabora ai progetti di altri cartoni animati prodotti  della RAI come L'Ultimo dei Mohicani (2004) e Kim (2008). Collabora, come sceneggiatore, alla serie Gennarino il Mastino. 
Nel 2005 collabora come regista della seconda unità al film televisivo L'amore e la guerra, e nel 2006 al Moscati, ambedue diretti da Giacomo Campiotti.

### Cinema
Inizia a disegnare storyboard per il cinema nel 1984. Collabora ad oltre trenta film. Ha lavorato con: Francis Ford Coppola, Martin Scorsese, Michael Hoffman, Clive Donner, Paul Schrader, Ken Annakin, J. Lee Thompson, John Nicolella, P. Duffle, B. Swain, Giacomo Campiotti, P. Solinas, A. Corti, Ricky Tognazzi, Duccio Tessari, Antonio Margheriti, Alberto Negrin, Terence Hill, Lucio Gaudino, S. Maestransi, L. Manfredi, I. Agosta, Sergio Sollima, A. Simone, Giuliano Montaldo e altri.
In particolare, per Francis Ford Coppola disegna gli storyboard, dalla prima all'ultima scena, del terzo capitolo della saga del Padrino, mentre per Martin Scorsese ha disegnato le foto d'epoca dei personaggi del film Gangs of New York.

## Opere
- Narrare con le immagini (Dino Audino Editore, 2004)

## Riconoscimenti
- La Storia ha gli Occhi Semplici (2014) mostra a Roma dedicata a Paolo Morales[10]